# Vezetékes telefon

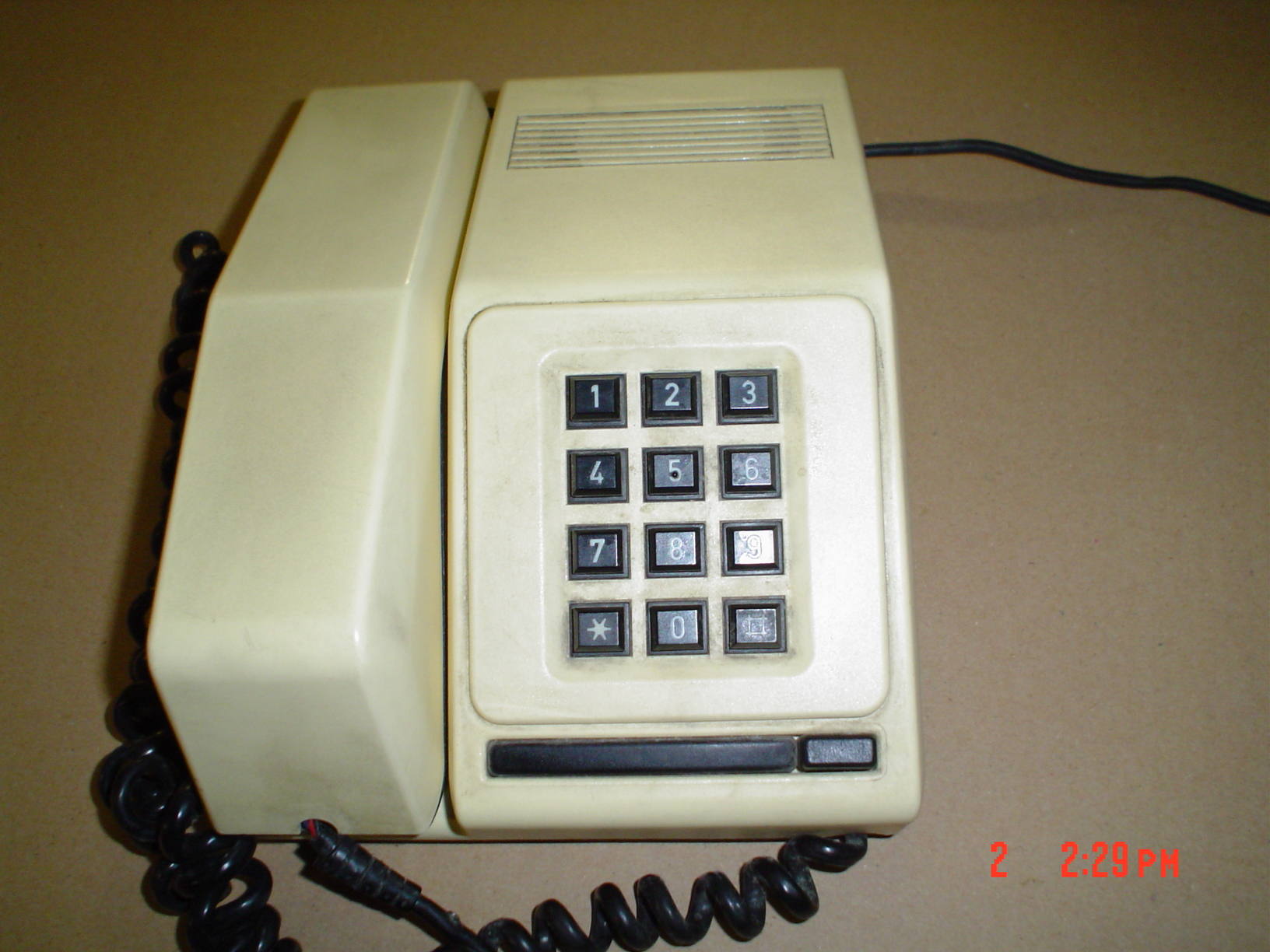
Nyomógombos, műanyag házas telefonkészülék

A vezetékes telefonok alatt az olyan telefonokat értjük, melyek – ritka kivételektől eltekintve – vezetékkel kapcsolódnak a központhoz.
Néhány fontosabb fajtája:
- induktoros
- hívómű nélküli
- tárcsás
- nyomógombos
- alközponti
- egybeépített
- kombinált

Több más fajta külön csoportosításban a telefon szócikkben található.

## Induktoros telefonok

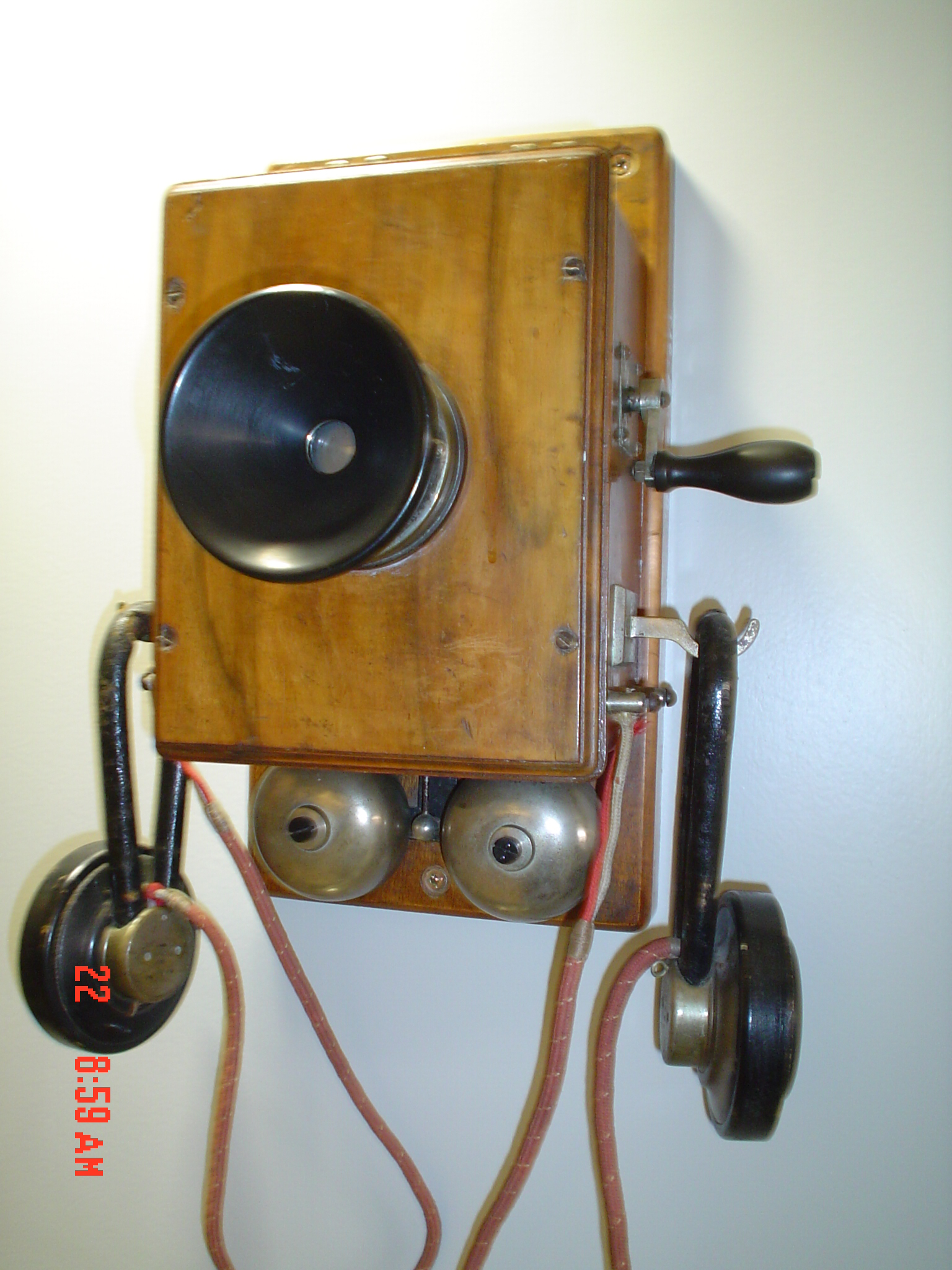
Fali fadobozos induktoros (jobbra) telefonkészülék 2 hallgatóval (felakasztva), előlapon a szénmikrofonnal, alul a váltóáramú csengő

A telefonálás korai szakaszában szinte kizárólag induktort használtak a beszélgetés elejének és végének a jelzésére. Az induktor egy kézi áramfejlesztő (váltakozóáramú), nagyobb távolság áthidalására ez a jelzés a legalkalmasabb. Az induktor belsejében leginkább 1 : 4 fogaskerék-áttétel van, így a frekvencia kb. 16 Hz kb. 90 V-os feszültséggel. Az induktoros készülékek zöménél kizárólag letett kézibeszélő esetén lehet induktort használni.

## Hívómű nélküli telefonok
Ezek kezdetben CB (l. telefon) készülékek voltak. Az induktor megtekerése helyett elég volt a  hallgatót vagy a kézibeszélőt felemelni. Az automata telefonközpontok elterjedésével főleg tárcsás, később nyomógombos készülékek terjedtek el. Ennek a folyamata évtizedekig tartott. A tárcsás készülékek mellett olyan hasonló készülékeket is gyártottak a még kézi kapcsolású központok hálózatába, ahol a tárcsa kimaradt. Ezeket a szakma vaktárcsás (vagy egyszerűen tárcsanélküli) készüléknek nevezi.

## Tárcsás készülékek
Ezek a készülékek a tárcsa segítségével a számokat a központba továbbítják. A jelzésrendszer leginkább szünetáramú, azaz a számnak megfelelő impulzusszaggatást végeznek. Ennek megfelelően a készülék mikrofonjával sorba kell kötni. Az impulzálás a tárcsa visszafutásakor történik.

## Nyomógombos készülékek
A nyomógombos készletet kezdetben a kezelőnők munkájának megkönnyítésére fejlesztették ki. Egy számgomb benyomásakor a vonalon bizonyos ellenállás került be a vonalba. Mivel a kezelői és az automata központok egymás mellett voltak (10–20 m), a vonalellenállás 0-nak tekinthető, a központ egy adott ellenállás-változást stabilan érzékel. Ez az elv az előfizetőknél nem volt alkalmazható a nagy távolság (és ellenállás) miatt. A 60-as években az elektronika fejlettsége megoldotta ezt a problémát. A képen látható készülék integrált áramköre megfelelő impulzusokat küld a vonalra. A nyomógombos készülékek hamarosan már nemcsak impulzusokat, hanem frekvenciát is állítottak elő a számsorozat elküldésére. Egy számnak mindig bizonyos 2 frekvencia felel meg, amit a központ sávszűrőkkel azonosít.

## Alközponti telefonok

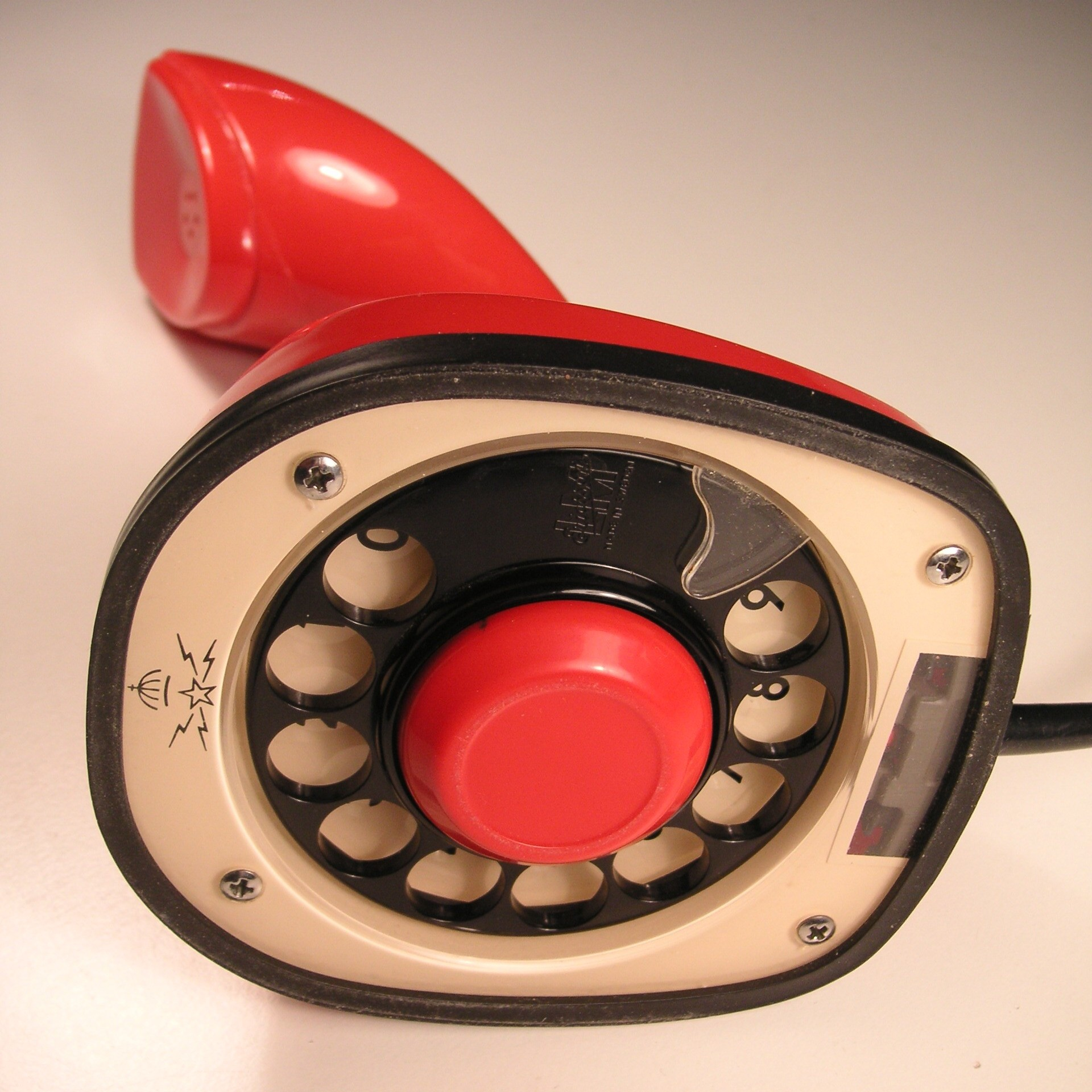
„Ericofon” egybeépített telefon, az asztalra állítva a tárcsa nem látszik

Az alközponti telefonoknál egy könnyen látható külön nyomógomb van a városi vonal hívása céljából. Ennek megnyomásakor földpotenciál kerül az egyik vonalra, melyet az automata központ észlel és egy városi vonalat kapcsol. Bizonyos központtípusok ezt a szolgáltatást a 0 tárcsázásakor is végrehajtották. Az elektronikus alközpontok ezen kívül sokrétűbb szolgáltatást is nyújtanak, ennek megfelelően a már nyomógombos készülékeken extra nyomógombok is vannak.

## Egybeépített készülékek
Ezek a készülékek formatervezettek, könnyebbek és kisebbek. Döntően nyomógombos készülékek, említésre méltó kivétel az Ericsson Ericofon készüléke. A tárcsa közepén van a villa, azaz az automata átváltó. A készülék felemelésekor jelez a központ felé. A legtöbb egybeépített készülék nyomógombos és falra szerelhető.

## Kombinált telefonok
Ezekbe a készülékekbe magnetofont (üzenetrögzítőnek) és/vagy faxot építettek be.

## Érdekességek
Szellemes versike a Borsszem Jankó élclapban, a 19. század végi telekommunikáció kapcsán, a telefonközpontban dolgozó kapcsolószemélyzet – a telefonoskisasszony felmagasztalása. Benne számos korabeli távközlési sajátosság és szakkifejezés.
Egy m. kir. postai- és távíró szerelmi vallomása
Szőkehaju kis lány, szűm isteni szépe,
Okleveles angyal, távbeszélő Hébe:
Híved vagyok én már szárazon és vizen –
A te csengő hangod behállózta szivem.
Nem ám telefónon, hanem szemtől-szembe
Siess pillantani kopogó szivembe,
Amely Morsé-gépként kalapál szünetlen
Mióta bájodnak csodálója lettem.
Villamos-vezeték mért is nincs közöttünk
Mely – ha háborogna bár az ég fölöttünk –
Dehogy romolnék meg valami egyhamar;
Sohse volna köztünk czudar vonalzavar.
Mint Hughes-gép a te dupla működésed,
Mely egyszerre ad s vesz: olyan ölelésed.
El ne hagyjuk egymást, akármit is tesznek,
Miglen e világból csak le nem csöngetnek!